# قائمة رؤساء تشيلي
تحتوي هذه المقالة على قائمة رؤساء تشيلي منذ تأسيس المجلس العسكري للحكومة الأولى في عام 1810 ، في بداية حرب الاستقلال التشيلية ، حتى يومنا هذا.
هذه قائمة برؤساء تشيلي من 1810 حتى الآن

## باتريا فييخا(1810-1814)

### المجالس الحكومية (1810-1814)
| # | الصورة | الاسم                                         | بداية فترة الحكم | انتهاء فترة الحكم | المنصب (او الدور) |
| - | ------ | --------------------------------------------- | ---------------- | ----------------- | --- |
|   |        | الحكومة العسكرية الأولى                       | 18 سبتمبر 1810   | 4 يوليو 1811      | ماتيو د تورو زامبرانو خوان مارتينيز دي روزاس فرناندو ماركيز دي لا بلاتا                                                    |
|   |        | الحكومة العسكرية الثانية (سلطة مؤقتة تنفيذية) | 4 يوليو 1811     | 11 أغسطس 1811     | چوان انتونيو اوڤال مارتن كالفو إنكالادا                                                                                    |
|   |        | الحكومة العسكرية الثالثة (محكمة تنفيذية)      | 11 أغسطس 1811    | 4 سبتمبر 1811     | مارتن كالفو إنكالادا |
|   |        | الحكومة العسكرية الرابعة                      | 4 سبتمبر 1811    | 16 نوفمبر 1811    | جون هنري روساليس |
|   |        | الحكومة العسكرية الخامسة                      | 16 نوفمبر 1811   | 13 ديسمبر 1811    | خوسيه ميغيل كاريرا |
|   |        | الحكومة العسكرية السادسة                      | 13 ديسمبر 1811   | 8 يناير 1812      | خوسيه ميغيل كاريرا |
|   |        | الحكومة العسكرية السابعة                      | 8 يناير 1812     | 13 أبريل 1813     | خوسيه ميغيل كاريرا خوسيه سانتياغو بورتاليس ذ لارين بيدرو خوسيه برادو ياراكومادا خوسيه ميغيل كاريرا خوان خوسيه بيدرو كاريرا |
|   |        | الحكومة العسكرية الثامنة                      | 13 أبريل 1813    | 7 مارس 1814       | فرنسيسكو أنطونيو بيريز خوسيه ميغيل إنفانتي أجوستين إيزاكوير                                                                |

### كبار المديرين (1814)
| #                                                     | الصورة | الاسم                                | بداية فترة الحكم | انتهاء فترة الحكم | المنصب (او الدور)           |
| ----------------------------------------------------- | ------ | ------------------------------------ | ---------------- | ----------------- | --------------------------- |
|                                                       |        | أنتونتو خوسيه دي إيريساري ألونسو     | 7 مارس 1814      | 14 مارس 1814      | الحاكم المطلق المؤقت        |
| 1                                                     |        | فرانسيسكو دي لا لاسترا إي دي لا سوتا | 14 مارس 1814     | 23 يوليو 1814     | حاكم مطلق                   |
|                                                       |        | الحكومة العسكرية التاسعة             | 23 يوليو 1814    | 2 أكتوبر 1814     | الأعضاء: خوسيه ميغيل كاريرا |
| احتلت القوات الإسبانية تشيلي للفترة من 1814 حتى 1817. |        |                                      |                  |                   |                             |

## الاسترداد (1814-1817)
| # | الصورة | الاسم                    | بداية فترة الحكم | انتهاء فترة الحكم | المنصب (او الدور)    |
| - | ------ | ------------------------ | ---------------- | ----------------- | -------------------- |
|   |        | ماريانو أوسوريو          | 2 أكتوبر 1814    | 26 ديسمبر 1815    | الحاكم الملكي لتشيلي |
|   |        | فرانسيسكو ماركو ديل پونت | 26 ديسمبر 1815   | 12 فبراير 1817    | الحاكم الملكي لتشيلي |

## باتريا نويفا (1817-1826)

### كبار المديرين (1817-1826)
| #                                                               | الصورة | الاسم            | بداية فترة الحكم | انتهاء فترة الحكم | المنصب (او الدور) |
| --------------------------------------------------------------- | ------ | ---------------- | ---------------- | ----------------- | --- |
| الوطنيون التشيليون يتغلبون على الإمبراطورية الإسبانية في مايبو. |        |                  |                  |                   | |
| 2                                                               |        | برناردو أوهيغينز | 12 فبراير 1817   | 28 يناير 1823     | حاكم مطلق |
|                                                                 |        | حكومة عسكرية     | 28 يناير 1823    | 4 أبريل 1823      | الأعضاء: آغوستين دي أيزاغيره آريتشابالا (رئيساً) خوسيه ميغيل إنفانته إي روخاس فرناندو دي أرازوريز إي مارتنيز دي ألدوناته |
| 3                                                               |        | رامون فريري      | 4 أبريل 1823     | 9 يوليو 1826      | حاكم مطلق |

## الرؤساء (1826 حتى الآن)

### تنظيم الجمهورية
| المنصب (الانتخابات)                  | رئيس تشيلي     | رئيس تشيلي                  | بداية الفترة   | نهاية الفترة   | حزب سياسي | حزب سياسي |
| ------------------------------------ | -------------- | --------------------------- | -------------- | -------------- | --------- | --------- |
| الرئيس المؤقت للجمهورية (1826 ‏)      |                | مانويل بلانكو إنكالادا      | 9 يوليو 1826   | 9 سبتمبر 1826  |           | مستقل     |
| نائب الرئيس المؤقت للجمهورية (1826 ‏) |                | أغوستين إيزاغيري            | 9 سبتمبر 1826  | 25 يناير 1827  |           | مستقل     |
| الرئيس المؤقت للجمهورية              |                | رامون فريري                 | 25 يناير 1827  | 15 فبراير 1827 |           | ليبرالي   |
| رئيس الجمهورية (1827 ‏)               | 15 فبراير 1827 | رامون فريري                 | 8 مايو 1827    |                |           | ليبرالي   |
| نائب رئيس الجمهورية (1827 ‏)          |                | فرانسيسكو أنطونيو بينتو     | 8 مايو 1827    | 16 يوليو 1829  |           | ليبرالي   |
| الرئيس المفوض                        |                | فرانسيسكو رامون فيكوينا     | 16 يوليو 1829  | 19 أكتوبر 1829 |           | ليبرالي   |
| رئيس الجمهورية (1829 ‏)               |                | فرانسيسكو أنطونيو بينتو     | 19 أكتوبر 1829 | 2 نوفمبر 1829  |           | ليبرالي   |
| نائب رئيس الجمهورية                  |                | فرانسيسكو رامون فيكوينا     | 2 نوفمبر 1829  | 7 نوفمبر 1829  |           | ليبرالي   |
| رئيس مجلس الإدارة                    |                | رامون فريري                 | 7 نوفمبر 1829  | 8 نوفمبر 1829  |           | ليبرالي   |
| نائب رئيس الجمهورية                  |                | فرانسيسكو رامون فيكوينا     | 8 نوفمبر 1829  | 7 ديسمبر 1829  |           | ليبرالي   |
| الحرب الأهلية التشيلية 1829–1830 ‏    |                | Acefalia del Ejecutivo      | 7 ديسمبر 1829  | 24 ديسمبر 1829 |           |           |
| رئيس مجلس الإدارة                    |                | José Tomás Ovalle           | 24 ديسمبر 1829 | 18 فبراير 1830 |           | محافظ     |
| الرئيس المؤقت للجمهورية              |                | فرانسيسكو رويز تاجل         | 18 فبراير 1830 | 1 أبريل 1830   |           | محافظ     |
| نائب الرئيس المؤقت المنتخب           |                | José Tomás Ovalle           | 1 أبريل 1830   | †21 مارس 1831  |           | محافظ     |
| نائب الرئيس المؤقت                   |                | Fernando Errázuriz Aldunate | 21 مارس 1831   | 18 سبتمبر 1831 |           | محافظ     |

### جمهورية المحافظين والليبراليين
| المنصب (الانتخابات)            | رئيس تشيلي     | رئيس تشيلي                  | بداية الفترة   | نهاية الفترة   | حزب سياسي                    | حزب سياسي                        | تحالف انتخابي | تحالف انتخابي               |
| ------------------------------ | -------------- | --------------------------- | -------------- | -------------- | ---------------------------- | -------------------------------- | ------------- | --------------------------- |
| رئيس الجمهورية (1831 ‏) (1836 ‏) |                | خوسيه خواكين برييتو         | 18 سبتمبر 1831 | 18 سبتمبر 1836 |                              | محافظ Conservative Party (Chile) |               |                             |
| رئيس الجمهورية (1831 ‏) (1836 ‏) | 18 سبتمبر 1836 | خوسيه خواكين برييتو         | 18 سبتمبر 1841 |                |                              | محافظ Conservative Party (Chile) |               |                             |
| رئيس الجمهورية (1841 ‏) (1846 ‏) |                | مانويل بولنيس               | 18 سبتمبر 1841 | 18 سبتمبر 1846 |                              | Conservative Party (Chile)       |               |                             |
| رئيس الجمهورية (1841 ‏) (1846 ‏) | 18 سبتمبر 1846 | مانويل بولنيس               | 18 سبتمبر 1851 |                |                              | Conservative Party (Chile)       |               |                             |
| رئيس الجمهورية (1851 ‏) (1856)  |                | مانويل مونت                 | 18 سبتمبر 1851 | 18 سبتمبر 1856 |                              | Conservative Party (Chile)       |               |                             |
| رئيس الجمهورية (1851 ‏) (1856)  | 18 سبتمبر 1856 | مانويل مونت                 | 18 سبتمبر 1861 |                | National Party (Chile, 1857) |                                  |               |                             |
| رئيس الجمهورية (1861) (1866 ‏)  |                | خوسيه خواكين بيريز          | 18 سبتمبر 1861 | 18 سبتمبر 1866 |                              | National Party (Chile, 1857)     |               |                             |
| رئيس الجمهورية (1861) (1866 ‏)  | 18 سبتمبر 1866 | خوسيه خواكين بيريز          | 18 سبتمبر 1871 |                | Liberal–Conservative Fusion  | National Party (Chile, 1857)     |               |                             |
| رئيس الجمهورية (1871 ‏)         |                | ماركوس ديل روزاريو فيديريكو | 18 سبتمبر 1871 | 18 سبتمبر 1876 |                              | Liberal                          |               | Liberal–Conservative Fusion |
| رئيس الجمهورية (1876 ‏)         |                | أنيبال بينتو                | 18 سبتمبر 1876 | 18 سبتمبر 1881 |                              | Liberal                          |               | Alianza Liberal             |
| رئيس الجمهورية (1881 ‏)         |                | دومينغو سانتا ماريا         | 18 سبتمبر 1881 | 18 سبتمبر 1886 |                              | Liberal                          |               | Alianza Liberal             |
| رئيس الجمهورية (1886 ‏)         |                | خوسيه مانويل بلماسيدا       | 18 سبتمبر 1886 | 29 أغسطس 1891  |                              | Liberal                          |               |                             |
| رئيس الجمهورية                 |                | Manuel Baquedano            | 29 أغسطس 1891  | 31 أغسطس 1891  |                              |                                  |               |                             |

### الجمهورية البرلمانية
| المنصب                        | رئيس تشيلي     | رئيس تشيلي                 | بداية الفترة   | نهاية الفترة    | الحزب السياسي | الحزب السياسي                          | التحالف الانتخابي | التحالف الانتخابي        |
| ----------------------------- | -------------- | -------------------------- | -------------- | --------------- | ------------- | -------------------------------------- | ----------------- | ------------------------ |
| رئيس مجلس الإدارة             |                | خورخي مونت                 | 31 أغسطس 1891  | 10 نوفمبر 1891  |               | مستقل                                  |                   |                          |
| رئيس السلطة التنفيذية         | 10 نوفمبر 1891 | خورخي مونت                 | 26 ديسمبر 1891 |                 |               | مستقل                                  |                   |                          |
| رئيس الجمهورية (أكتوبر 1891 ‏) | 26 ديسمبر 1891 | خورخي مونت                 | 18 سبتمبر 1896 |                 |               | مستقل                                  |                   |                          |
| رئيس الجمهورية (1896)         |                | فيديريكو إرزوريز إتشاورين ‏ | 18 سبتمبر 1896 | † 12 يوليو 1901 |               | Liberal                                |                   | Coalition (Chile)        |
| نائب رئيس الجمهورية           |                | Aníbal Zañartu             | 12 يوليو 1901  | 18 سبتمبر 1901  |               | Liberal                                |                   |                          |
| رئيس الجمهورية (1901 ‏)        |                | جيرمان ريسكو               | 18 سبتمبر 1901 | 18 سبتمبر 1906  |               | Liberal                                |                   | Liberal Alliance (Chile) |
| رئيس الجمهورية (1906 ‏)        |                | بيدرو مونت                 | 18 سبتمبر 1906 | † 16 أغسطس 1910 |               | National Party (Chile, 1857)           |                   | Liberal Alliance (Chile) |
| نائب رئيس الجمهورية           |                | إلياس فرنانديز             | 16 أغسطس 1910  | † 6 سبتمبر 1910 |               | National Party (Chile, 1857)           |                   |                          |
| نائب رئيس الجمهورية           |                | إميليانو فيغيروا           | 6 سبتمبر 1910  | 23 ديسمبر 1910  |               | Liberal Democratic Party (Chile, 1893) |                   |                          |
| رئيس الجمهورية (1910 ‏)        |                | باروس لوكو رامون           | 23 ديسمبر 1910 | 23 ديسمبر 1915  |               | Liberal                                |                   |                          |
| رئيس الجمهورية (1915)         |                | Juan Luis Sanfuentes       | 23 ديسمبر 1915 | 23 ديسمبر 1920  |               | Liberal Democratic Party (Chile, 1893) |                   | Coalition (Chile)        |
| رئيس الجمهورية (1920 ‏)        |                | أرتور ألساندري             | 23 ديسمبر 1920 | 11 سبتمبر 1924  |               | Liberal                                |                   | Liberal Alliance (Chile) |
| رئيس مجلس الإدارة             |                | لويس ألتاميرانو            | 11 سبتمبر 1924 | 23 يناير 1925   |               | مستقل                                  |                   |                          |
| رئيس مجلس الإدارة             |                | بيدرو دارتنيل              | 23 يناير 1925  | 27 يناير 1925   |               | مستقل                                  |                   |                          |
| رئيس مجلس الإدارة             |                | Emilio Bello Codesido      | 27 يناير 1925  | 12 مارس 1925    |               | Liberal Democratic Party (Chile, 1893) |                   |                          |

### الجمهورية الرئاسية
| المنصب                                         | رئيس تشيلي    | رئيس تشيلي               | بداية الفترة   | نهاية الفترة     | الحزب السياسي   | الحزب السياسي                          | التحالف الانتخابي | التحالف الانتخابي                                                                 |
| ---------------------------------------------- | ------------- | ------------------------ | -------------- | ---------------- | --------------- | -------------------------------------- | ----------------- | --------------------------------------------------------------------------------- |
| رئيس الجمهورية (1920 ‏)                         |               | أرتور ألساندري           | 12 مارس 1925   | 1 أكتوبر 1925    |                 | Liberal Party (Chile, 1849)            |                   |                                                                                   |
| نائب رئيس الجمهورية                            |               | Luis Barros Borgoño      | 1 أكتوبر 1925  | 23 ديسمبر 1925   |                 | Liberal Party (Chile, 1849)            |                   |                                                                                   |
| رئيس الجمهورية (1925)                          |               | إميليانو فيغيروا         | 23 ديسمبر 1925 | 10 مايو 1927     |                 | Liberal Democratic Party (Chile, 1893) |                   |                                                                                   |
| نائب رئيس الجمهورية                            |               | كارلوس إيبانيز ديل كامبو | 10 مايو 1927   | 21 يوليو 1927    |                 | مستقل                                  |                   |                                                                                   |
| رئيس الجمهورية (1927)                          | 21 يوليو 1927 | كارلوس إيبانيز ديل كامبو | 26 يوليو 1931  |                  |                 | مستقل                                  |                   |                                                                                   |
| نائب رئيس الجمهورية                            |               | Pedro Opaso              | 26 يوليو 1931  | 27 يوليو 1931    |                 | Liberal Democratic Party (Chile, 1893) |                   |                                                                                   |
| نائب رئيس الجمهورية                            |               | خوان استيبان مونتيرو     | 27 يوليو 1931  | 3 سبتمبر 1931    |                 | Radical Party of Chile                 |                   |                                                                                   |
| نائب رئيس الجمهورية                            |               | Manuel Trucco            | 3 سبتمبر 1931  | 15 نوفمبر 1931   |                 | Radical Party of Chile                 |                   |                                                                                   |
| نائب رئيس الجمهورية                            |               | خوان استيبان مونتيرو     | 15 نوفمبر 1931 | 4 ديسمبر 1931    |                 | Radical Party of Chile                 |                   |                                                                                   |
| رئيس الجمهورية (1931)                          | 4 ديسمبر 1931 | خوان استيبان مونتيرو     | 4 يونيو 1932   |                  |                 | Radical Party of Chile                 |                   |                                                                                   |
| رئيس المجلس الشيوعي للجمهورية ‏                 |               | Arturo Puga              | 4 يونيو 1932   | 13 يونيو 1932    |                 | Socialist Republic of Chile            |                   |                                                                                   |
| الرئيس المؤقت للجمهورية الاشتراكية             |               | كارلوس دافيلا            | 13 يونيو 1932  | 8 يوليو 1932     | الحزب الاشتراكي |                                        |                   |                                                                                   |
| الرئيس المؤقت للجمهورية الاشتراكية             | 8 يوليو 1932  | كارلوس دافيلا            | 13 سبتمبر 1932 | الحزب الاشتراكي  |                 |                                        |                   |                                                                                   |
| الرئيس المؤقت                                  |               | بارتولومي بلانش          | 13 سبتمبر 1932 | 2 أكتوبر 1932    |                 | مستقل                                  |                   |                                                                                   |
| نائب رئيس الجمهورية                            |               | Abraham Oyanedel         | 2 أكتوبر 1932  | 24 ديسمبر 1932   |                 | مستقل                                  |                   |                                                                                   |
| رئيس الجمهورية (1932 Chilean general election) |               | أرتور ألساندري           | 24 ديسمبر 1932 | 24 ديسمبر 1938   |                 | Liberal Party (Chile, 1849)            |                   |                                                                                   |
| رئيس الجمهورية (1938)                          |               | بيدرو أغيري سيردا        | 24 ديسمبر 1938 | † 25 نوفمبر 1941 |                 | Radical Party of Chile                 |                   | جبهة الوحدة الشعبية الشيلية                                                       |
| نائب رئيس الجمهورية                            |               | جيرونيمو منديز           | 25 نوفمبر 1941 | 2 أبريل 1942     |                 | Radical Party of Chile                 |                   |                                                                                   |
| رئيس الجمهورية (1942)                          |               | خوان أنطونيو ريوس        | 2 أبريل 1942   | † 27 يونيو 1946  |                 | Radical Party of Chile                 |                   |                                                                                   |
| نائب رئيس الجمهورية                            |               | ألفريدو دوهالدي          | 27 يونيو 1946  | 3 أغسطس 1946     |                 | Radical Party of Chile                 |                   |                                                                                   |
| نائب رئيس الجمهورية                            |               | فيسنتي مارينو            | 3 أغسطس 1946   | 13 أغسطس 1946    |                 | مستقل                                  |                   |                                                                                   |
| نائب رئيس الجمهورية                            |               | ألفريدو دوهالدي          | 13 أغسطس 1946  | 17 أكتوبر 1946   |                 | Radical Party of Chile                 |                   |                                                                                   |
| نائب رئيس الجمهورية                            |               | Juan Antonio Iribarren   | 17 أكتوبر 1946 | 3 نوفمبر 1946    |                 | Radical Party of Chile                 |                   |                                                                                   |
| رئيس الجمهورية (1946)                          |               | غابرييل غونزاليز         | 3 نوفمبر 1946  | 3 نوفمبر 1952    |                 | Radical Party of Chile                 |                   | Democratic Alliance of Chile                                                      |
| رئيس الجمهورية (1952)                          |               | كارلوس إيبانيز ديل كامبو | 3 نوفمبر 1952  | 3 نوفمبر 1958    |                 | مستقل                                  |                   | - Agrarian Labor Party - Popular Socialist Party (Chile) - Women's Party of Chile |
| رئيس الجمهورية (1958 ‏)                         |               | خورخي ألساندري           | 3 نوفمبر 1958  | 3 نوفمبر 1964    |                 | مستقل                                  |                   | - Liberal Party (Chile, 1849) - United Conservative Party (Chile)                 |
| رئيس الجمهورية (1964)                          |               | إدواردو فري مونتالبا     | 3 نوفمبر 1964  | 3 نوفمبر 1970    |                 | الحزب الديمقراطي المسيحي               |                   |                                                                                   |
| رئيس الجمهورية (1970)                          |               | سلفادور أليندي           | 3 نوفمبر 1970  | † 11 سبتمبر 1973 |                 | الحزب الاشتراكي                        |                   | Popular Unity (Chile)                                                             |

### الدكتاتورية العسكرية
| المنصب                                      | رئيس تشيلي     | رئيس تشيلي     | بدابة الفترة   | نهاية الفترة | الحزب السياسي | الحزب السياسي |
| ------------------------------------------- | -------------- | -------------- | -------------- | ------------ | ------------- | ------------- |
| رئيس مجلس الإدارة                           |                | أوغستو بينوشيه | 11 سبتمبر 1973 | 11 مارس 1981 |               | عسكري         |
| القائد الأعلى للأمة                         | 17 يونيو 1974  | أوغستو بينوشيه | 17 ديسمبر 1974 |              |               | عسكري         |
| رئيس الجمهورية                              | 17 ديسمبر 1974 | أوغستو بينوشيه | 11 مارس 1981   |              |               | عسكري         |
| رئيس الجمهورية (استفتاءات عام 1980 و1988 ‏). | 11 مارس 1981   | أوغستو بينوشيه | 11 مارس 1990   |              |               | عسكري         |

### العودة للديمقراطية
| المنصب                     | رئيس تشيلي | رئيس تشيلي             | بداية الفترة | نهاية الفترة | الحزب       | الحزب                    | الائتلاف            | الائتلاف         |
| -------------------------- | ---------- | ---------------------- | ------------ | ------------ | ----------- | ------------------------ | ------------------- | ---------------- |
| رئيس الجمهورية (1989)      |            | باتريسيو أيلوين        | 11 مارس 1990 | 11 مارس 1994 |             | الحزب الديمقراطي المسيحي |                     | Concertación     |
| رئيس الجمهورية (1993)      |            | إدواردو فراي رويز تاجل | 11 مارس 1994 | 11 مارس 2000 |             | الحزب الديمقراطي المسيحي |                     | Concertación     |
| رئيس الجمهورية (1999–2000) |            | ريكاردو لاغوس          | 11 مارس 2000 | 11 مارس 2006 |             | حزب للديمقراطية ‏         |                     | Concertación     |
| رئيسة الجمهورية (2005–6)   |            | ميشال باشليت           | 11 مارس 2006 | 11 مارس 2010 |             | الحزب الاشتراكي          |                     | Concertación     |
| رئيس الجمهورية (2009-10)   |            | سبستيان بنييرا         | 11 مارس 2010 | 11 مارس 2014 |             | مستقل                    |                     | Alliance (Chile) |
| رئيسة الجمهورية (2013)     |            | ميشال باشليت           | 11 مارس 2014 | 11 مارس 2018 |             | الحزب الاشتراكي          |                     | نويفا ماياوريا ‏  |
| رئيس الجمهورية (2017)      |            | سبستيان بنييرا         | 11 مارس 2018 | 11 مارس 2022 |             | مستقل                    |                     | Chile Vamos      |
| رئيس الجمهورية (2021)      |            | غابرييل بوريك          | 11 مارس 2022 | في المنصب    |             | التقارب الاجتماعي        |                     | Apruebo Dignidad |
| رئيس الجمهورية (2021)      |            | غابرييل بوريك          | 11 مارس 2022 | في المنصب    | Broad Front |                          | Government Alliance |                  |